# فاكهة اللوز
فاكهة اللوز أو حلوة الفاكية باللهجة الجزائرية هي معجنات جزائرية قديمة جدا.

## الوصف
كعكات فاكهة اللوز هي نوع من الخداع البصري على شكل فاكهة، ليست حلوة جدًا ولها ملمس ناعم. تتكون هذه الكعكة من حشوة مغطاة بعجينة اللوز مصنوعة من كعكة إسفنجية تقليدية تسمى الموسكتشو مخلوطة بمربى أو معجون فواكه، وتأخذ الكعكة أربعة أشكال تقليدية: الخوخة (الخوخ)، الباكورة (تين مبكر)، التفاحة (التفاح)، اللنجاصة (الإجاص)، وحاليًا يوجد عدة نماذج. لإعداد معجون اللوز، هناك عديد تقنيات الطهي التقليدية : تقنية تحضير معجون اللوز المطبوخ ومعجون اللوز البارد. تظل تقنية تحضير معجون اللوز المطبوخ هي الأكثر صعوبة في التنفيذ وتتطلب معرفة محددة.